# 사나주
사나주(아랍어: صنعاء)는 예멘 서부 내륙 지방에 있는 주로, 주도는 예멘의 수도인 사나이며 인구는 918,379명(2004년 기준)이며 면적은 13,850 km2이다. 주도 사나는 사나주에 속하지 않으며 별도의 행정 구역으로 존재한다.